# 구성주의 (국제 관계)
국제 관계에서 구성주의는 국제 관계의 중요한 측면이 단순히 물질적 요인이 아니라 관념적 요인(역사적으로, 사회적으로 구성됨)에 의해 형성된다고 주장하는 사회 이론이다. 가장 중요한 관념적 요소는 집합적으로 보유되는 요소이다. 이러한 집합적으로 보유된 신념은 행위자의 이익과 정체성을 구성한다.
다른 저명한 접근 방식 및 이론(예: 현실주의 및 합리적 선택 )과 달리 구성주의자는 행위자의 정체성과 이익을 사회적으로 구성되고 변경 가능한 것으로 본다. 정체성은 고정적이지 않으며 외생적으로 가정될 수 없다. 합리적인 선택과 유사하게 구성주의는 국제 관계에 대해 광범위하고 구체적인 예측을 하지 않는다. 그것은 국제정치학의 실체이론이 아니라 국제정치학을 연구하는 접근방식이다. 구성주의적 분석은 사회 구조의 내용뿐만 아니라 관련 행위자와 그들의 이해관계가 확인된 후에만 실질적인 설명이나 예측을 제공할 수 있다.
구성주의에 대한 주요 경쟁 이론은 현실주의, 자유주의 및 물질주의(물리적 세계가 스스로 정치적 행동을 결정한다는 개념)를 강조하는 합리적 선택과 개인주의(개별 단위가 그들은)에 내장되어 있다. 유물론적, 개인주의적 분석과 달리 구성주의는 행위자의 정체성과 이해관계를 주어진 그대로 받아들이지 않는다. 다른 저명한 접근 방식은 권력을 물질적 용어(예: 군사 및 경제적 능력)로 개념화하는 반면, 구성주의 분석은 권력을 행위자 간의 사회적 관계의 본질을 구성하고 구성하는 능력으로 본다.

## 발전
오누프(Nicholas Onuf)는 국제 관계 의 사회적으로 구성된 특성을 강조하는 이론을 설명하기 위해 구성주의라는 용어를 만든 것으로 인정받았다. 1980년대 후반과 1990년대 초반 이후로 구성주의는 국제 관계의 주요 사상 학파 중 하나가 되었다.
초기 구성주의 작품은 국제 정치에서 규범이 중요 하다는 것을 확립하는 데 중점을 두었다. 피터 카첸슈타인의 편집된 책 국가 안보의 문화(Culture of National Security)는 보안 연구 분야에서 구성주의적 통찰력이 중요하다는 것을 보여주는 저명하고 신흥 구성주의자들의 작품을 편집했다. 현실주의자들이 지배적이었던 국제관계 분야.
국제 정치에서 규범이 중요하다는 것을 확립한 후, 구성주의의 후기 정맥은 일부 규범이 중요하고 다른 규범이 중요하지 않은 상황을 설명하는 데 초점을 맞췄다. 구성주의 연구의 범위는 규범 기업가: 국제 기구 및 법률: 인식 공동체; 연설, 논쟁 및 설득; 사회적 구성을 위한 메커니즘과 과정으로서의 구조적 구성.
알렉산더 웬트는 국제 관계 분야에서 사회적 구성주의의 가장 저명한 옹호자이다. 웬트는 그의 중심 작업인 <i id="mwTQ">Social Theory of International Politics</i> (1999)에서 이러한 아이디어를 더욱 발전시켰다.  Martha Finnemore는 웬트의 뒤를 이어 1996년 그녀의 책 National Interest in International Society에서 "국제 규범 구조가 세계 정치에서 중요하다는 구성주의적 주장을 지지하는 지속적이고 체계적인 경험적 논증"을 제안했다.
구성주의에는 여러 가닥이 있다. 한편으로 널리 받아들여지는 방법론과 인식론을 사용하는 Kathryn Sikkink, Peter Katzenstein, Elizabeth Kier, Martha Finnemore, Alexander Wendt와 같은 "관습적" 구성주의 학자들이 있다. 주류 정보검색 커뮤니티 내에서 받아들여지고 현실주의자, 자유주의자, 제도 주의자 및 구성주의자 사이에서 활발한 학술 토론을 일으켰다. 이들 학자들은 인과적 설명과 구성적 설명 중심의 연구가 적절하다고 주장한다. Wendt는 이러한 형태의 구성주의를 "얇은" 구성주의라고 부른다. 반면에, 담론과 언어학을 보다 진지하게 받아들이고 비실증주의적 방법론과 인식론을 채택하는 "비판적" 급진적 구성주의자들도 있다. 구성주의의 얇은 버전과 두꺼운 버전 모두 신현실주의와 신자유주의가 세계 정치에서 사회 구성에 충분하지 않은 관심을 기울이는 데 동의한다. 전통적인 구성주의자들이 계급 요소를 체계적으로 경시하거나 생략하도록 하는 비판적 구성주의의 또 다른 강력한 가닥이 있다.

## 이론
구성주의는 주로 국제 관계의 핵심 측면이 신자유주의와 신자유주의 의 가정과 달리 사회적으로 구성 되는 방식을 보여주려고 한다. 이것은 그들이 사회적 실천과 상호작용의 지속적인 과정에 의해 형태를 부여받는다는 것을 의미한다. 웬트는 "인간 결합의 구조는 물질적 힘보다는 공유된 아이디어에 의해 주로 결정되며, 목적적 행위자의 정체성과 이해는 자연이 부여한 것이 아니라 이러한 공유된 아이디어에 의해 구성된다"는 구성주의의 두 가지 점점 더 받아 들여지고 있는 기본 신조라고 부른다. 이것은 구성주의자들이 국제정치가 "이념의 밑바닥까지 내려온 것"이라고 믿는다는 것을 의미하는 것이 아니라, 오히려 국제정치가 물질적 요인과 관념적 요인 모두에 의해 특징지어진다는 것을 의미한다.
구성주의의 핵심은 아이디어가 중요하고 개체가 (주어진 것이 아니라) 사회적으로 구성된다는 개념이다.
구성주의 연구는 현상에 대한 인과적 설명과 사물이 어떻게 구성되어 있는지에 대한 분석에 초점을 맞춘다. 국가 안보 연구에서 강조점은 문화와 정체성이 안보 정책 및 관련 행동에 미치는 조건화에 있다. 최소한의 예측 가능성과 순서를 보장하기 위해 ID가 필요하다. 구성주의적 담론의 대상은 최근 국제관계학계의 인식론, 지식사회학, 행위자/구조관계, 사회적 사실의 존재론적 지위에 대한 논쟁의 도래, 근본적인 요인으로 볼 수 있다.
국제 관계가 권력 정치뿐만 아니라 사상의 영향을 받는다는 개념은 스스로를 구성주의 이론가라고 표현하는 작가들에 의해 공유된다. 이 견해에 따르면 국제정치의 근본적인 구조는 엄격하게 물질적이라기보다는 사회적이다. 이것은 사회 구성 주의자들이 국가들 사이의 사회적 상호작용의 본질의 변화가 더 큰 국제 안보를 향한 근본적인 변화를 가져올 수 있다고 주장하도록 이끈다.
구성주의의 형성 기간 동안 신현실주의는 국제 관계의 지배적인 담론이었고, 따라서 구성주의의 초기 이론적 작업의 대부분은 기본적인 신현실주의적 가정에 도전했다. 특히, 국제 정치는 주로 국제 시스템이 무정부 적이라는 사실에 의해 결정된다. 국제 시스템은 절대적인 권위가 없고, 대신 형식적으로 평등한 단위(국가 )로 구성되어 있으며, 모두 자신의 영역에 대해 주권을 가지고 있다. 네오리얼리스트들은 그러한 무정부 상태가 국가로 하여금 특정한 방식으로 행동하도록 강요한다고 주장한다. 특히 국가는 안보를 위해 자신 외에는 누구도 의존할 수 없다(자조해야 함). 신현실주의자들은 무정부 상태가 권력 측면에서 자신의 이익을 방어하기 위해 그러한 방식으로 행동하도록 강요하는 방식이 대부분의 국제 정치를 설명한다고 주장한다. 이 때문에 신현실주의자들은 '단위'나 '국가' 수준에서 국제정치에 대한 설명을 무시하는 경향이 있다. Kenneth Waltz는 환원주의자가 되는 것과 같은 초점을 공격했다.
구성주의, 특히 Wendt의 형성 작업에서 신현실주의자들에 의해 "구조"에 기인한 인과적 힘은 실제로 "주어진" 것이 아니라 구조가 사회적 실천에 의해 구성되는 방식에 의존한다는 것을 보여줌으로써 이 가정에 도전한다. 시스템에서 행위자들의 정체성과 이해관계의 본질과 사회 제도(무정부 상태 포함)가 그러한 행위자들에게 갖는 의미에 대한 가정에서 제거된 Wendt는 신현실주의의 "구조"가 거의 드러내지 않는다고 주장한다. 국가는 친구 또는 적이 될 것이며, 서로의 주권을 인정할 것이며, 왕조 관계를 가질 것이며, 수정주의 또는 현상 유지 세력이 될 것이다." 그러한 행동의 특징은 무정부 상태로 설명되지 않고 대신 핵심 행위자가 보유한 이해 관계와 정체성에 대한 증거의 통합을 요구하기 때문에 시스템(무정부 상태)의 물질적 구조에 대한 네오리얼리즘의 초점은 잘못 배치되었다. Wendt는 이것보다 더 나아가서, 무정부 상태가 국가를 제한하는 방식은 국가가 무정부 상태를 인식하고 자신의 정체성과 이해를 인식하는 방식에 의존하기 때문에 무정부 상태가 반드시 자조 시스템인 것은 아니라고 주장한다. 그것은 국가가 안보를 경쟁적이고 상대적인 개념으로 보는 국가에 대한 신현실주의적 가정에 순응하는 경우에만 국가가 자립하도록 강요한다. 국가가 다른 국가의 안보에 부정적인 영향을 미치지 않으면서 국가 안보를 극대화할 수 있는 "협동조합" 또는 국가가 다른 국가의 안보를 자신에게 가치 있는 것으로 식별하는 "집단적" 안보에 대한 대안적 개념을 보유한다면 무정부 상태가 될 것이다. 전혀 자조로 이어지지 않다. 그 자체로 신현실주의적 결론은 사회 제도의 의미가 행위자들에 의해 구성되는 방식에 대한 암묵적이고 의문의 여지가 없는 가정에 전적으로 의존한다. 결정적으로, 신현실주의자들은 이러한 의존성을 인식하지 못하기 때문에 그러한 의미가 불변하다고 잘못 가정하고, 실제로 신현실주의 관찰 배후의 핵심 설명 작업을 수행하는 사회 구성 과정에 대한 연구를 배제한다.
네오리얼리즘과 신자유주의(1980년대 정보검색 이론의 지배적인 가닥)에 대한 비판으로서, 구성주의는 이른바 "네오-네오" 논쟁을 비판하는 모든 접근과 함께 묶이는 경향이 있었다. 따라서 구성주의는 종종 비판 이론과 결합되어 왔다. 그러나 구성주의는 비판 이론의 측면을 사용하거나 그 반대의 경우도 있지만 구성주의의 주류 변형은 실증주의적이다.
구성주의에 대한 응답으로 John Mearsheimer는 아이디어와 규범이 주변부에서만 중요하며 규범과 도덕에 대한 지도자의 호소는 종종 사리사욕을 반영한다고 주장했다.

## 같이 보기
- 영국 학파